# Saint-Ferréol-d’Auroure
Saint-Ferréol-d’Auroure – miejscowość i gmina we Francji, w regionie Owernia-Rodan-Alpy, w departamencie Górna Loara.
Według danych na rok 1990 gminę zamieszkiwało 1775 osób, a gęstość zaludnienia wynosiła 164 osoby/km² (wśród 1310 gmin Owernii Saint-Ferréol-d’Auroure plasuje się na 122. miejscu pod względem liczby ludności, natomiast pod względem powierzchni na miejscu 780.).